# Megachile phaola
Megachile phaola là một loài Hymenoptera trong họ Megachilidae. Loài này được Cameron mô tả khoa học năm 1907.